# سند نورمحمد
سند نورمحمد (بالفارسية: سند نورمحمد) هي قرية تقع في قسم باهوكلات الريفي (مقاطعة تشابهار) في إيران. يقدر عدد سكانها بـ 1001 نسمة بحسب إحصاء 2016.